# Tasmánská divočina
Tasmánská divočina (anglicky Tasmanian Wilderness) je společné označení pro několik oblastí v Tasmánii, které byly pod tímto názvem zapsány na seznam Světového dědictví UNESCO. Souhrnná plocha všech území je 15 842 km², což představuje přibližně 20% rozlohy celého ostrova.
Tasmánskou divočinu tvoří mimo jiné národní parky:
- Cradle Mountain-Lake St Clair National Park
- Franklin-Gordon Wild Rivers National Park
- Hartz Mountains National Park
- Mole Creek Karst National Park
- Southwest National Park
- Walls of Jerusalem National Park

a dále rezervace:
- Central Plateau Conservation Area
- Devils Gullet State Reserve

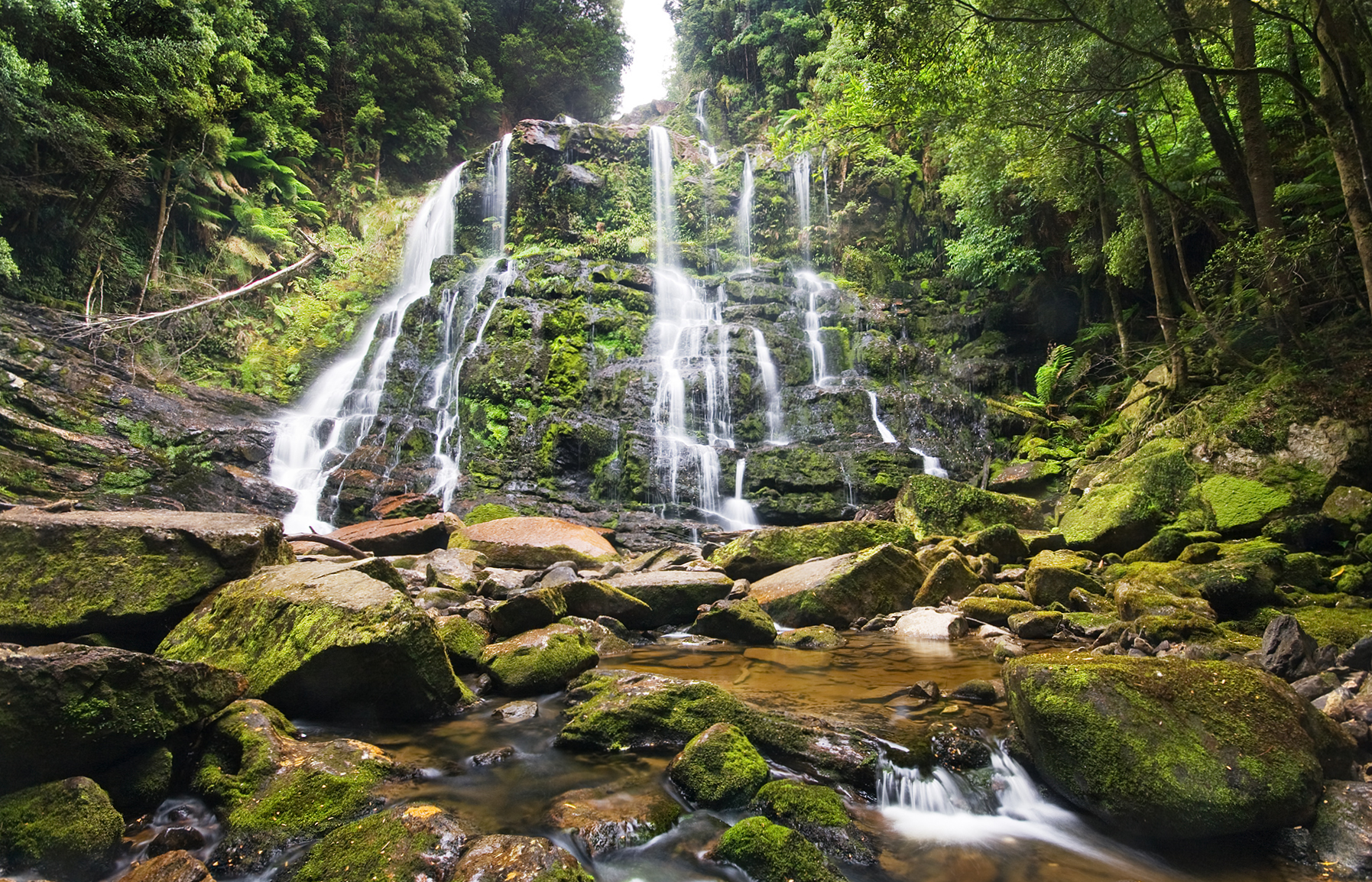
Nelson Falls
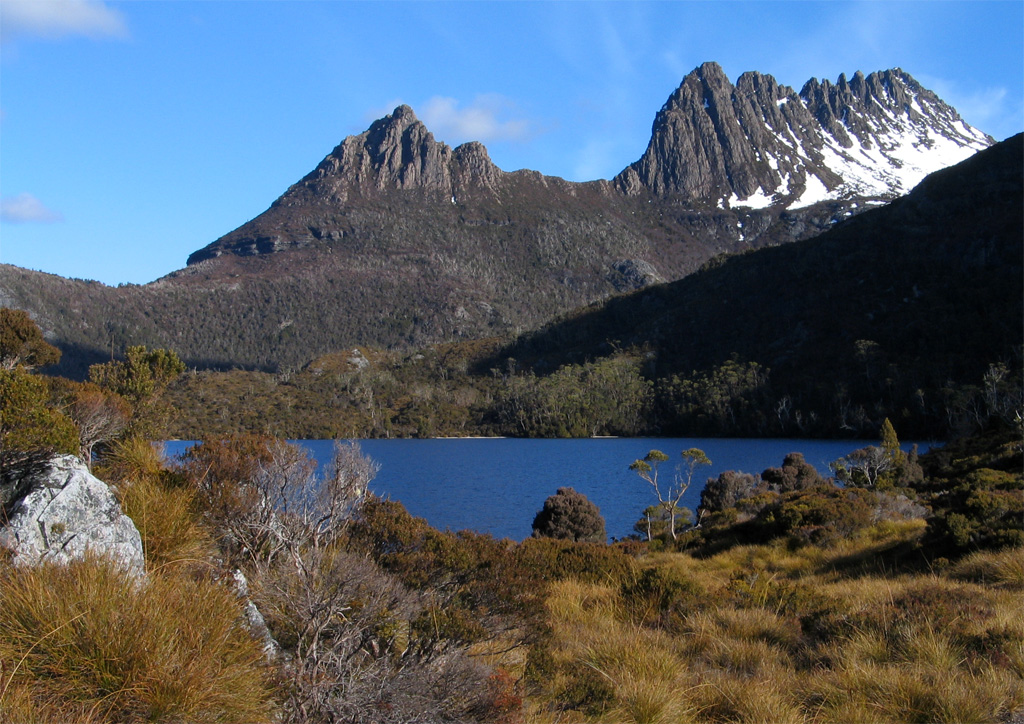
Cradle Mountain a Dove Lake
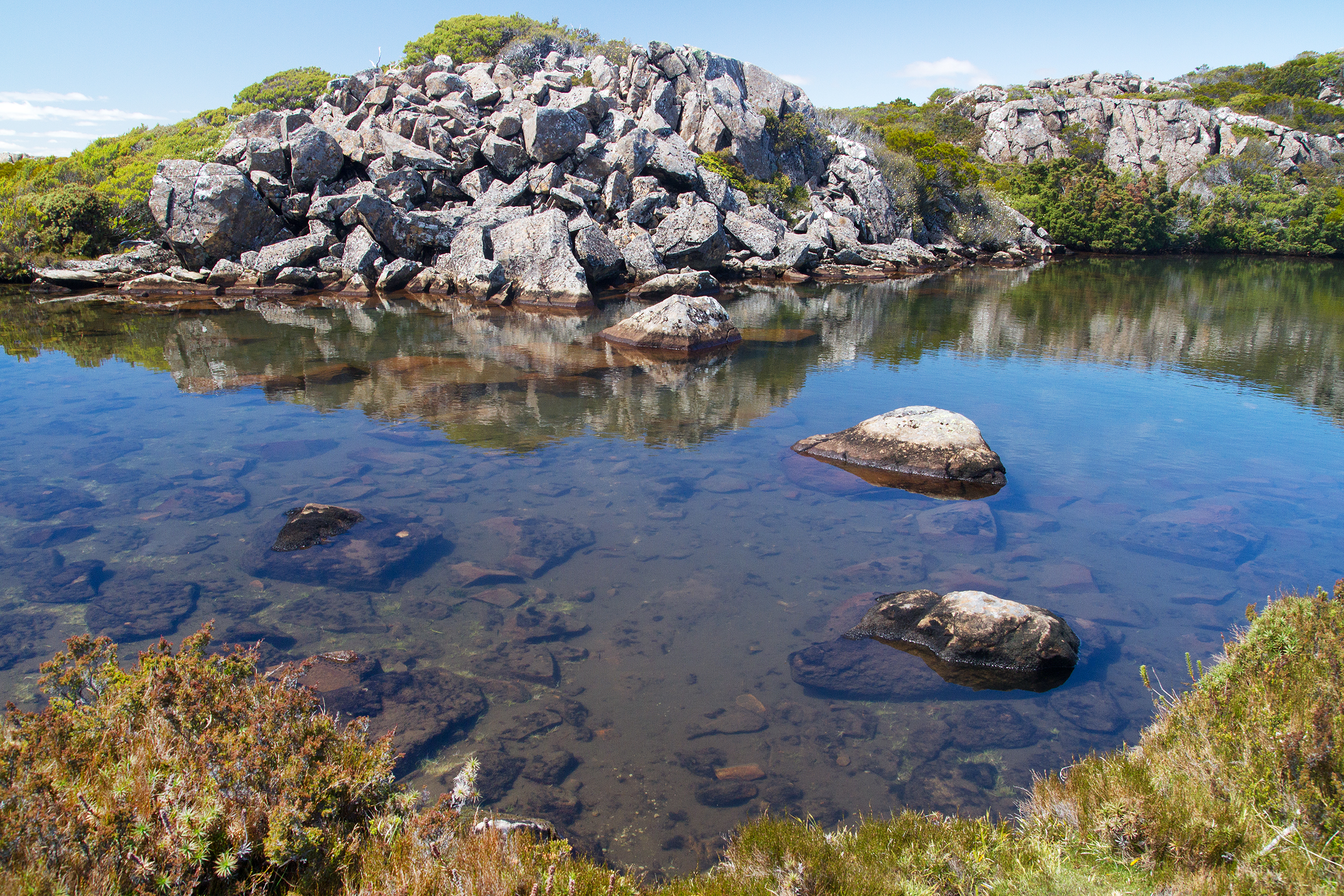
NP Walls of Jerusalem
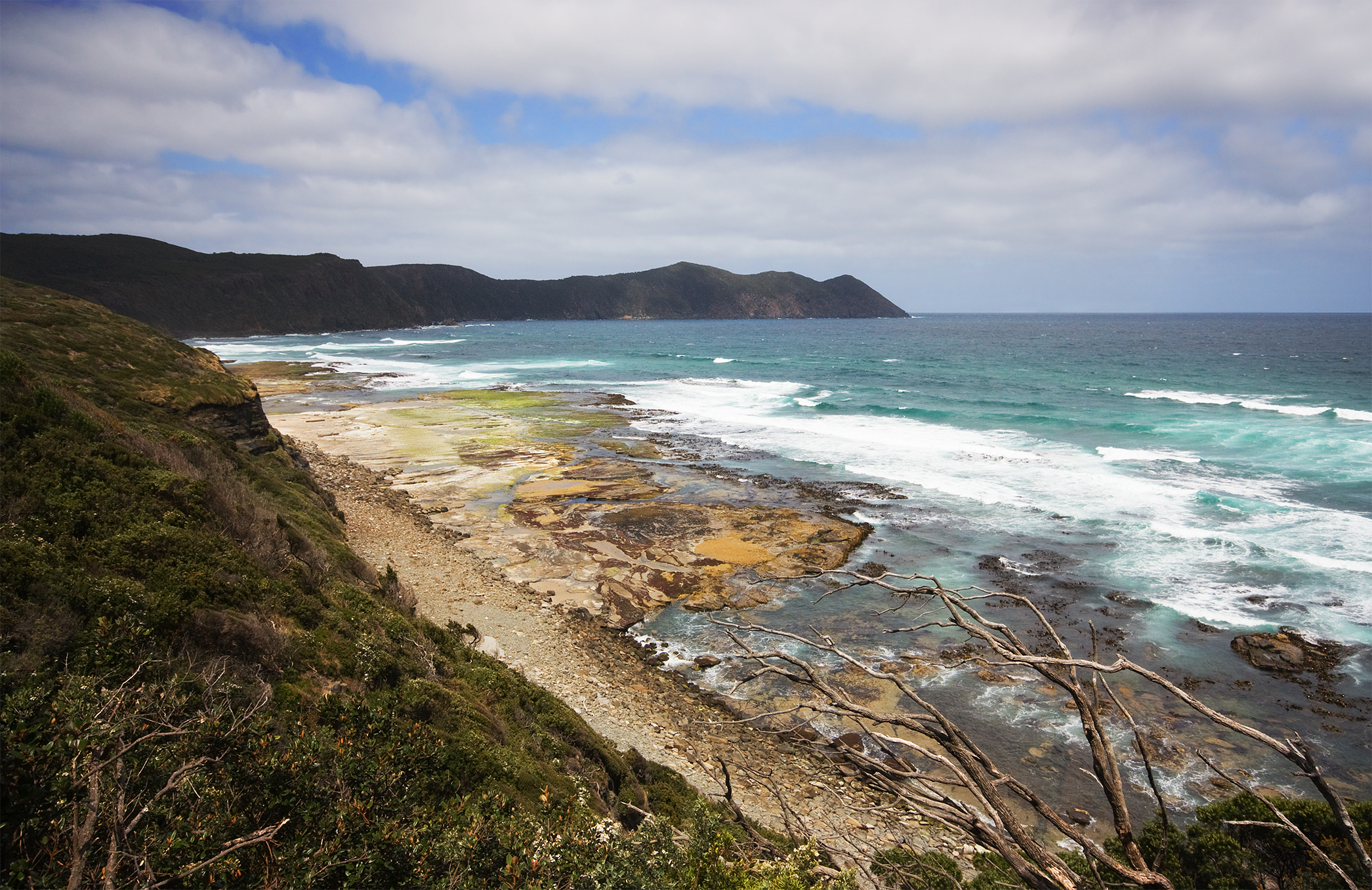
South Cape Bay

## Významná světová hodnota podle UNESCO
Region, který byl podroben silnému zalednění, jeho parky a rezervace, se svými strmými roklemi, o rozloze více než 1 milion ha, představuje jeden z posledních mírných deštných pralesů na světě. Nálezy ve vápencových jeskyních svědčí o lidském osídlení po více než 20.000 let.